# Manila Challenger
Il Manila Challenger è stato un torneo professionistico maschile di tennis che faceva parte delle ATP Challenger Series. Si sono giocate le sole edizioni del 1992 e del 1994 sui campi in cemento del Rizal Memorial Sports Complex a Manila, nelle Filippine.

## Albo d'oro

### Singolare
| Anno | Campione         | Finalista     | Punteggio     |
| ---- | ---------------- | ------------- | ------------- |
| 1992 | Richard Fromberg | Neil Borwick  | 7–6, 6–4      |
| 1993 | Non disputato    | Non disputato | Non disputato |
| 1994 | Michael Tebbutt  | Tim Henman    | 6–2, 6–2      |

### Doppio
| Anno | Campioni                   | Finalisti                         | Punteggio     |
| ---- | -------------------------- | --------------------------------- | ------------- |
| 1992 | Richard Fromberg Steve Guy | Massimo Ardinghi Mario Visconti   | 6–3, 6–4      |
| 1993 | Non disputato              | Non disputato                     | Non disputato |
| 1994 | Albert Chang Leander Paes  | Richard Matuszewski David Nainkin | 6–4, 6–4      |